# Хромофор

Одна з конформацій молекули хлорофілу. Хромофор — порфіринове кільце з іоном магнію

Хромофо́р (від дав.-гр. χρωμα, «хрома» — колір, фарба та дав.-гр. φορος — носій) — структурна одиниця молекули, яка відповідає за її оптичні властивості, поглинання й випромінювання світла. Хромофор відповідає за колір речовини, звідки й походить його назва. Наприклад, зелене забарвлення хлорофілу зумовленне існуванням в ньому металоорганічного комплексу порфірину з іоном магнію, червоне забарвлення гемоглобіну — порфірину з іоном заліза.
Майже всі хромофори відносяться до одного з двох класів:
1. фрагменти органічних молекул з подвійними зв'язками (в тому числі системами спряжених подвійних зв'язків) та/або гетероатомами;
2. комплекси з йонами перехідних металів.

## Історія
Термін «хромофор» був запропонований в сімдесяті роки XIX століття німецьким хіміком О. Н. Віттом. Існують також певні групи, які самі по собі не є хромофорами, але посилюють здатність хромофорів поглинати світло та взагалі модифікують спектр поглинання (в першу чергу, зсувають його максимум). Такі групи в теорії Вітта називаються ауксохромами. Приклади ауксохромних груп: -OH, -SO3H, -NH2, -COOH, -CH3, -Cl, -Br.
Пізніше ця теорія поступилася місцем квантовомеханічній, але не відійшла цілковито в область історії науки: її основні поняття досить корисні для розуміння теорії електронних спектрів і сьогодні.

## Механізм
Паралель між дещо застарілою, але наочною моделлю та строгішим квантовохімічним розглядом, можна простежити на наступних прикладах. Кожен хромофор має в електронному спектрі свою смугу поглинання. Їй відповідає певний перехід електрона з одного енергетичного рівня на інший (а кожному такому рівневі — певна молекулярна орбіталь):
| Хромофорна група | Перехід                                 | λmax, нм | εmax, л·моль−1·см−1 ! |
| ---------------- | --------------------------------------- | -------- | --------------------- |
| C=C              | {\displaystyle \pi ^{*}\leftarrow \pi } | 180      | 10000                 |
| C=O              | {\displaystyle \pi ^{*}\leftarrow n}    | 270      | 15÷30                 |
|                  | {\displaystyle \sigma ^{*}\leftarrow n} | 190      | 1000                  |
| N=N              | {\displaystyle \pi ^{*}\leftarrow n}    | 340      | 5                     |
|                  | {\displaystyle \sigma ^{*}\leftarrow n} | 150      | 5                     |
| C=S              | {\displaystyle \pi ^{*}\leftarrow n}    | 520      | 5                     |
| C=C-C=C          | {\displaystyle \pi ^{*}\leftarrow \pi } | 220      | 20000                 |
| C=C-C=O          | {\displaystyle \pi ^{*}\leftarrow n}    | 320      | 100                   |
| N=O              | {\displaystyle \pi ^{*}\leftarrow n}    | 660      | 10                    |
| Бензольне кільце | {\displaystyle \pi ^{*}\leftarrow \pi } | 260      | 200                   |

Згідно з теорією молекулярних орбіталей (МО), при утворенні молекулярних орбіталей з атомних енергетичні рівні останніх розщеплюються: одна МО в результаті має нижчу енергію порівняно з енергією окремих, розділених атомів, натомість друга — вищу. Електрони займають енергетично вигіднішу позицію: на нижчій МО, яка тому й називається зв'язувальною, бо саме знаходженням електронів на ній створюється хімічний зв'язок. Вища за енергією орбіталь, навпаки, начебто розштовхує атоми; її зазвичай позначають зірочкою і називають розпушувальною.
Так звані сигма-орбіталі утворюються об'єднанням електронних хмар вздовж лінії, що з'єднує два атоми. Пі-орбіталі мають складнішу структуру: об'єднання відбувається по обидва боки від цієї лінії. В органічних молекулах з гетероатомами (кажучи дещо спрощено, це будь-які атоми, відмінні від вуглецю та водню), крім зв'язувальних та розпушувальних сигма- та пі-орбіталей існують ще так звані незв'язувальні: неподілена електронна пара, що наявна в таких атомів, майже не бере участі в хімічному зв'язку, хоча значно впливає на спектр. Незв'язувальні орбіталі позначаються латинською літерою n. Поглинання кванта світла молекулою призводить до переходу одного з електронів з нижчого енергетичного рівня на вищий, незайнятий. Спрощену умовну схему енергетичних рівнів, що відповідають різним молекулярним орбіталям та переходам між ними, подано на малюнку.
З цієї схеми випливає, що переходам різних типів відповідає вельми різна енергія збудження. Найбільшими за енергією є {\displaystyle \sigma ^{*}\leftarrow \sigma }-переходи. Спектральні смуги, що відповідають цим переходам, мають усі молекули, але ці смуги малоспецифічні (тобто приблизно однакові для всіх, а тому несуть надто мало інформації). До того ж, вони відповідають далекому (вакуумному) ультрафіолету ({\displaystyle \lambda <180} нм), що створює великі технічні складнощі (на цих довжинах хвиль поглинає й повітря, чому треба працювати у вакуумі; дослідження потребують спеціальної оптики, наприклад, із сапфіру тощо).
Наявність у молекулі гетероатому дає можливість спостерігати переходи зі стану n (це електрони, які не беруть участі в формуванні хімічних зв'язків, в першу чергу електрони електронних пар, які тісно зв'язані зі своїми атомами, і якими атоми не діляться зі своїми сусідами). Ці переходи потребують меншої енергії (спостерігаються на більших довжинах хвиль). Якщо порівняти спектральні властивості вуглеводнів та їхніх заміщених похідних, як-от CH3CH2NH2, CH3NH2, CH3OH, CH3SH, CH3I тощо, то виявиться, що сполуки без гетероатомів поглинають світло зі значно меншою довжиною хвилі. Так, метан поглинає при {\displaystyle \lambda <200} нм, а йодометан — при {\displaystyle \lambda >250} нм. Це — прояв {\displaystyle \sigma ^{*}\leftarrow n}-переходу.
За наявності подвійних (взагалі кратних) зв'язків, особливо ж спряжених {\displaystyle \pi }-систем, можливі переходи з участю {\displaystyle \pi }-орбіталей. Групи, що відповідальні за {\displaystyle \pi ^{*}\leftarrow n}- та {\displaystyle \pi ^{*}\leftarrow \pi }-переходи, якраз і є хромофорами. Зазвичай енергія {\displaystyle \pi ^{*}\leftarrow n}-переходу менша, ніж {\displaystyle \pi ^{*}\leftarrow \pi }, але коли спряження в системі значне, енергетичний рівень найвищої зайнятої {\displaystyle \pi }-орбіталі може стати вищим від рівня n-орбіталі, й {\displaystyle \pi ^{*}\leftarrow \pi }-перехід потребуватиме меншої енергії (або більшої довжини хвилі), ніж {\displaystyle \pi ^{*}\leftarrow n}. Взагалі {\displaystyle \pi ^{*}\leftarrow n}-переходам властиве менше значення {\displaystyle \epsilon }: < 100 порівняно з {\displaystyle \epsilon >1000} для {\displaystyle \pi ^{*}\leftarrow \pi }. Підвищення полярності розчинника або введення електронодонорних замісників зсуває переходи {\displaystyle \pi ^{*}\leftarrow \pi } в червоний бік (довші хвилі), а {\displaystyle \pi ^{*}\leftarrow n} — в синій (коротші хвилі). При цьому збільшується коефіцієнт поглинання для {\displaystyle \pi ^{*}\leftarrow \pi }-переходів. Ще більший червоний зсув спостерігається при іонізації молекул, бо значно збільшується рухомість електронної оболонки завдяки появі електрона, що не бере участі в ковалентному зв'язку. Ось чому типові фарбники — це іонізовані молекули з розвиненою системою спряження, багаті на ауксохромні групи. Як приклад можна навести фарбник родамін B: